# Repair Café

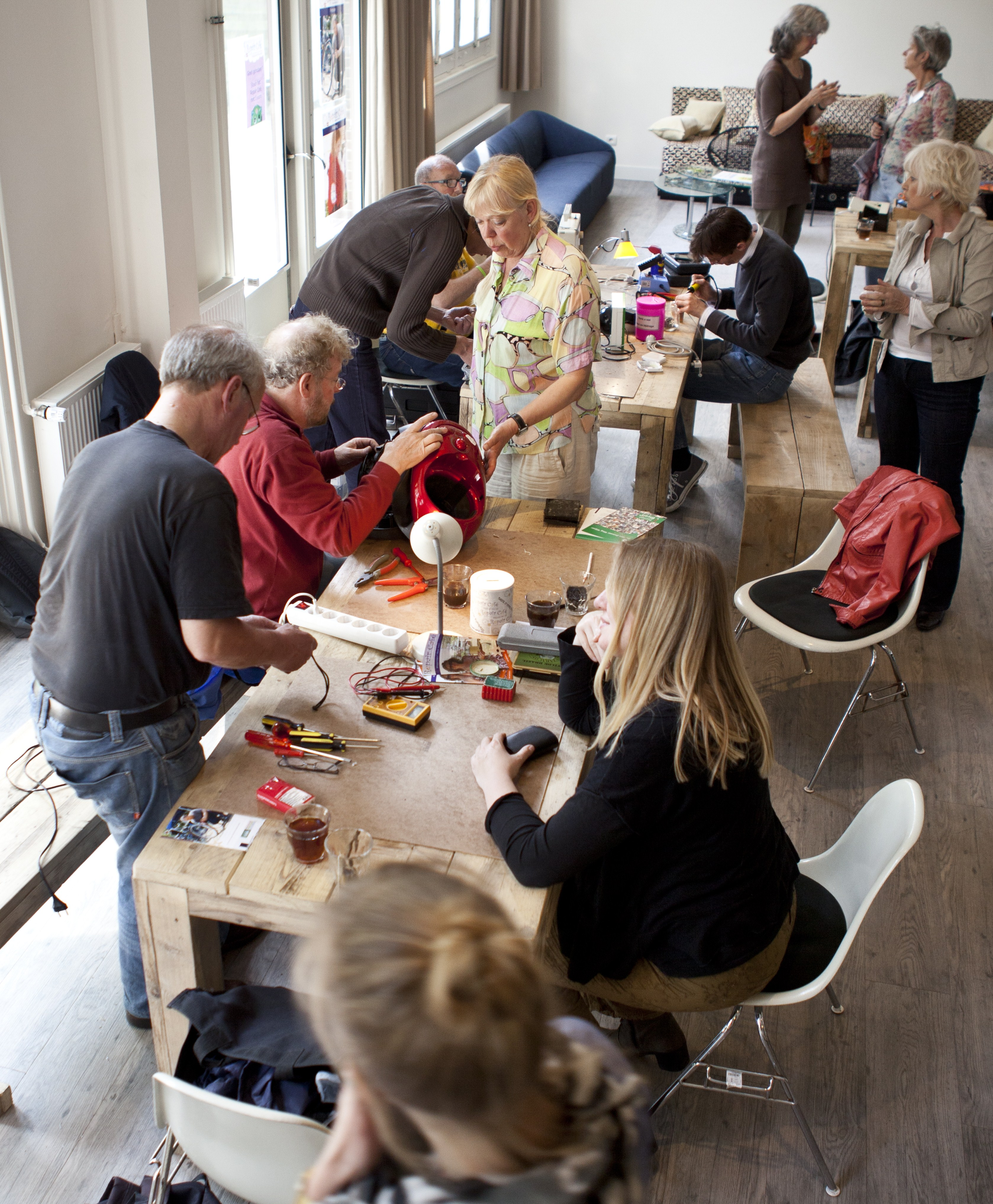
Repair Café Amsterdam-Oost

Een Repair Café is een bijeenkomst die draait om repareren, georganiseerd op buurtniveau. Men kan er meegebrachte kapotte spullen repareren met hulp van vrijwilligers. Doelstellingen zijn het verkleinen van de afvalberg, het behouden van kennis over repareren en het versterken van de sociale cohesie.

## Geschiedenis
Het concept is in 2009 bedacht door Martine Postma. Het eerste Repair Café vond plaats op 18 oktober 2009 in het Fijnhout Theater in Amsterdam-West. Die middag was voor de initiatiefnemers aanleiding om de activiteiten uit te breiden. Op 2 maart 2010 werd Stichting Repair Café opgericht. Deze stichting ondersteunt lokale groepen wereldwijd die hun eigen Repair Café willen opzetten. In 2024 waren er in Nederland circa zevenhonderd groepen vrijwilligers die geregeld een Repair Café organiseren.

## Dataverzameling
In 2017 heeft Stichting Repair Café een online tool ontwikkeld - de repairmonitor - die vrijwilligers in staat stelt reparatiegegevens te verzamelen en te delen via een centrale database. Zo kunnen reparateurs van elkaars ervaringen leren en elkaar versterken. Stichting Repair Café gebruikt de verzamelde gegevens onder meer om bij producenten te pleiten voor beter repareerbare producten.
Sinds 2017 is er een speciaal startpakket voor lessen op basisscholen, die bedoeld zijn om kinderen enthousiast te maken voor repareren.

### Martine Postma
De bedenkster van het concept is Martine Postma (1970). Sinds 2007 zet zij zich op verschillende manieren voor duurzaamheid op lokaal niveau. Tot 2010 was ze freelance journalist/publicist met als thema duurzaamheid en milieu. Ze was duoraadslid voor het Amsterdamse stadsdeel Oost-Watergraafsmeer en ontwikkelde voor dat stadsdeel de Niet Zomaar Weg Wijzer, een boekje met dertig praktische tips om in het dagelijks leven minder afval te produceren. Sinds 2010 is Postma directeur van de Stichting Repair Café, intussen bekend als Repair Café International. Ze stond in 2014 voor de derde achtereenvolgende keer in de Duurzame 100 van dagblad Trouw en in november 2013 kreeg zij van de Nationale Postcode Loterij de Gouden Wimpel. In 2015 publiceerde Postma een boek over het succes van het Repair Café, getiteld 'Weggooien? Mooi niet!'

## Buiten Nederland
Publicaties in buitenlandse media hebben de interesse gewekt van burgers in diverse landen in en buiten Europa. Zo stonden er artikelen in Der Spiegel, The New York Times en op de site van de WDR, en besteedden ZDF en Al Jazeera er aandacht aan. De eerste Repair Cafés in Brussel en Antwerpen trokken ruim honderd bezoekers. In 2025 waren er wereldwijd meer dan 4000 Repair Cafés in meer dan veertig landen. Naar schatting zijn daar zo'n 60.000 vrijwilligers bij betrokken, die per maand 76.000 voorwerpen repareren. De Stichting Repair Café schat dat er tot 2019 meer dan een miljoen producten waren gerepareerd.
Het Europees Parlement heeft op 23 april 2024 officieel de wet aangenomen die het recht op reparatie regelt. In de wettekst worden Repair Cafés drie keer met naam genoemd.

## Onderscheidingen
- Stadsdeel Amsterdam-West gaf Postma in 2010 de Wijkideeprijs.[15]
- Dagblad Trouw nam Postma vier achtereenvolgende jaren tussen 2012 en 2015 op in zijn Duurzame 100.[16]
- De Nationale Postcode Loterij gaf Postma in 2013 een Gouden Wimpel.[17]
- In 2022 kreeg zij de Leopold Kohr-Prijs.[18]